# Peter Frenette
Peter Frenette (Port Jefferson (New York), 24 februari 1992) is een Amerikaans voormalig schansspringer. Hij nam tweemaal deel aan de Olympische Winterspelen.

## Carrière
In 2010 nam Frenette deel aan de Olympische winterspelen. Hij eindigde hij 41e op de normale schans, 32e op de grote schans en 11e in de landenwedstrijd op de grote schans. Frenette maakte zijn debuut in de wereldbeker in het seizoen 2010/2011. Bij zijn eerste wereldbekerwedstrijd in Sapporo werd hij 33e. Hij behaalde geen enkele top 10-notering in een wereldbekerwedstrijd. Bij het schansspringen op de Olympische Winterspelen 2014 in het Russische Sotsji eindigde hij 45e op normale schans, 53e op de grote schans en 10e in de landenwedstrijd.
Op 1 augustus 2014 maakte Frenette op zijn Facebook-pagina bekend dat hij al op 22-jarige leeftijd een punt zet achter zijn loopbaan om te gaan studeren aan de universiteit van Denver.

## Belangrijkste resultaten

### Olympische Winterspelen
| Jaar | Plaats    | Resultaten                                                           |
| ---- | --------- | -------------------------------------------------------------------- |
| 2010 | Vancouver | 41e normale schans 32e grote schans 11e landenwedstrijd grote schans |
| 2014 | Sotsji    | 45e normale schans 53e grote schans 10e landenwedstrijd grote schans |

### Wereldkampioenschappen schansspringen
| Jaar | Plaats        | Resultaten                                        |
| ---- | ------------- | ------------------------------------------------- |
| 2011 | Oslo          | 35e grote schans                                  |
| 2013 | Val di Fiemme | 50e grote schans 6e landenwedstrijd kleine schans |

### Wereldbeker
Eindklasseringen
| Seizoen   | Algm | SV  | 4S  |
| --------- | ---- | --- | --- |
| 2010/2011 | 62e  | -   | -   |
| 2012/2013 | 58e  | 54e | 60e |
| 2013/2014 | -    | -   | 62e |

### Grand-Prix
Eindklasseringen
| Jaar | Plaats |
| ---- | ------ |
| 2012 | 44e    |